# Ӳ
Ӳ, ӳ é uma letra d'Alfabeto cirílico . Consiste na letra У (u) com um acento agudo duplo.
O ӳ é usado no Alfabeto da língua Tchuvache, onde representa a vogal anterior fechada arredondada /y/. É geralmente romanizado como ⟨Ü⟩, mas na transliteração ISO 9, é trasliterado como ⟨Ű⟩.